# Lettre anglaise

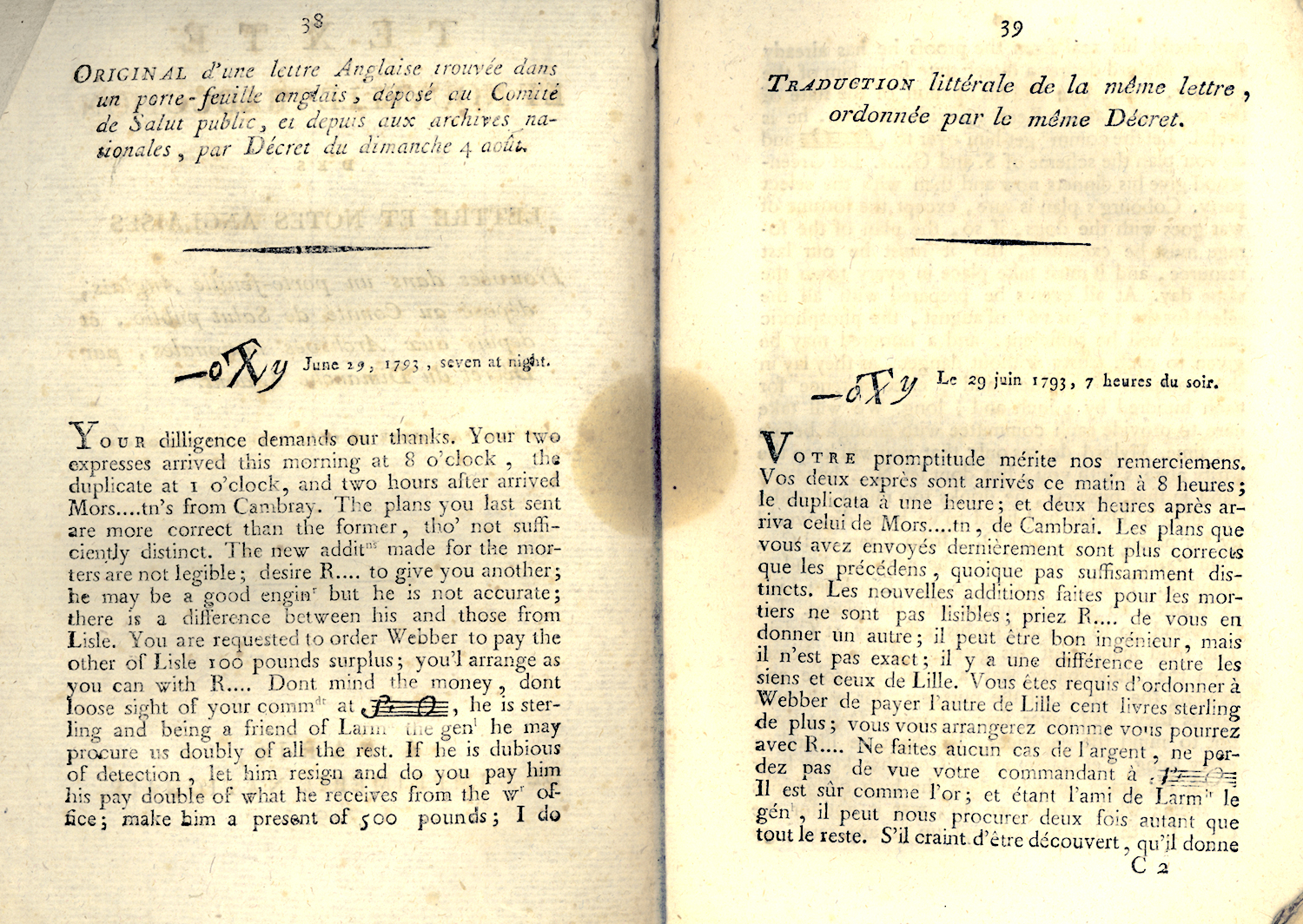
Début de la Lettre Anglaise telle que publiée par la Convention nationale en 1793.

La lettre anglaise est un document datant de 1793 en deux parties (recommandations et notes en anglais) qui fut trouvé dans un portefeuille perdu à Lille par un agent de l'Angleterre.
Ce document était un des nombreux exemplaires manuscrits adressés aux personnes concernées. Il administrait la preuve que le gouvernement de William Pitt entretenait des espions en France et y payait des agitateurs. Certes, il n'y avait là rien d'extraordinaire, et tous les gouvernements, en temps de guerre particulièrement, entretiennent à l'étranger des agents qui les renseignent. Mais en juillet 1793, l'heure était particulièrement grave puisque la Convention nationale était divisée - une partie des députés en fuite avait été mis hors la loi - et il s'était installé une méfiance contre les ennemis de l'intérieur que la « lettre anglaise » venait justifier.

## Loi contre les étrangers
Enfin, la Convention, toute unie dans une même indignation, dénonça « au nom de l'Humanité outragée à tous les peuples et même au peuple anglais la conduite lâche, perfide, atroce du Gouvernement britannique qui soudoie l'assassinat, le poison, l'incendie et tous les crimes pour le triomphe de la tyrannie et l'anéantissement des droits de l'homme ». Puis elle prit un décret général ainsi conçu: « La Convention nationale décrète que les étrangers des pays avec lesquels la République est en guerre, et non domiciliés en France avant le 14 juillet 1789, seront mis sur-le-champ en arrestation et le scellé apposé sur leurs papiers, caisses et effets ». Elle charge en outre la Commission des six de lui présenter, dès le lendemain, un projet de loi sur les étrangers en général. Le 3 août, l'Assemblée eut à se prononcer sur diverses modifications à son décret de l'avant-veille; mais elle ne voulut pas se décider entre les thèses exposées devant elle, et ce n'est que le 6 septembre 1793 que fut modifié, très légèrement d'ailleurs, le décret du 1er août.
La mesure si longtemps différée étant enfin prise, il restait à l'appliquer. C'était aux comités révolutionnaires créés pour la surveillance des étrangers que revenait cette mission. Ils devaient arrêter tous les sujets ennemis ainsi que ceux des autres étrangers qui paraissaient suspects, et ils se mirent rapidement à l'œuvre jusqu'à une nouvelle et discrète modification de la loi, à l'instigation de Barère, au printemps de 1794.